# Армитидж, Дэвид (историк)
Дэвид Армитидж (David Armitage; род. 1965, Стокпорт, Англия) — британо-американский историк, специалист по глобальной и интеллектуальной истории. Доктор философии (1992), с 2004 г. профессор Гарварда, ныне именной профессор, прежде таковой Колумбийского университета, членкор Эдинбургского королевского общества (2010), иностранный член Academia Europaea (2019), почетный феллоу Австралийской академии гуманитарных наук (2011).
Наиболее известный своими работами об Атлантическом мире в эпоху революций, он исследователь современной политической мысли и международного права.

## Биография
Получил образование в Кембриджском и Принстонском университетах. В колледже Святой Екатерины первого получил степени бакалавра английского (1986), MA (1990) и LittD (2015), ныне его почётный фелло (с 2016). Степень доктора философии по истории получил в 1992 году в Эммануил-колледже.
11 лет преподавал в Колумбийском университете (с 1993 г. ассистент-, с 1997 по 2003 г. ассоциированный, в 2002—2004 гг. именной профессор), за чем с 2004 года профессор истории Гарварда, ныне (с 2007) именной (Lloyd C. Blankfein Professor), заведовал там кафедрой истории, аффиллированный сотрудник Гарвардской школы права.
Почетный профессор истории Сиднейского университета (с 2009), а также Университета Квинс в Белфасте.
Феллоу Королевского исторического общества, членкор мадридской Королевской академии истории (2016). Представитель кембриджской школы интеллектуальной истории. Один из генредакторов Cambridge Oceanic Histories. Выступал в защиту презентизма.
Работы переводились на 15 языков.
Автор и редактор восемнадцати книг. Последняя — Civil Wars: A History in Ideas (Knopf/Yale, 2017). "Проследить историю возникновения идеи гражданской войны и показать, как определения и понимание этого типа конфликтов всегда были изменчивыми и спорными, - вот цель этой последней книги Дэвида Армитиджа", - отмечала в рецензии Линда Колли. Перед тем в соавторстве с Jo Guldi выпустил книгу The History Manifesto (Cambridge UP, 2014) - оная называлась в числе Most Influential Books of the Past Twenty Years по версии Chronicle of Higher Education.
Его выросшая из докторской The Ideological Origins of the British Empire (Cambridge, UK: Cambridge University Press, 2000; яп. пер. 2005 ) {Рец.: Colin Kidd, Robert Mayhew, Eliga H. Gould, Eric Hinderaker, Charles W. A. Prior}, "первая за более чем полвека всеобъемлющая история британских представлений об империи", выиграла Longman/History Today Book of the Year Award того же года.
Соредактор (с Майклом Брэддиком) The British Atlantic World, 1500-1800.
- The Declaration of Independence: A Global History (Harvard UP, 2007) - книга года по версии Times Literary Supplement
- Armitage, David, and Subrahmanyam Sanjay. The Age of Revolutions in Global Context, c. 1760–1840. New York: Palgrave Macmillan, 2010.
- (Соредактор вместе с Alison Bashford.) Pacific Histories: Ocean, Land, People (Palgrave Macmillan, 2013).
- (Соредактор вместе с Sujit Sivasundaram и Alison Bashford.) Oceanic Histories (Cambridge: Cambridge University Press, 2017).

Супруга — также историк и профессор Гарварда Джойс Чаплин. Живет в Кембридже (США) и Лондоне.
Им высоко оценена книга Freedom's Battle.
Награды и отличия
- Caird Medal (2006)
- Walter Channing Cabot Fellow Гарварда (2008)
- Nicolai Rubinstein lecture (2012)[18]
- LittD Кембриджа (2015)